# Pumptrack-Weltmeisterschaften 2019
Die Pumptrack-Weltmeisterschaften 2019 fanden am 19. Oktober statt. Es waren die zweiten ihrer Art und die ersten unter der Aufsicht des Radsport-Weltverbands UCI. Schauplatz war der Swiss Bike Park in Oberried, als nomineller Veranstaltungsort galt nach verschiedenen Angaben Bern oder Köniz.

## Ablauf
Die Schweizer Firma Velosolutions hatte im Vorjahr erstmals eine durch Red Bull gesponserte Weltmeisterschaft ausgerichtet. Fahrer konnten sich über eine Serie weltweit organisierter Wettkämpfe für die WM qualifizieren, was auch 2019 der Fall war. Inzwischen hatte die UCI Pumptrack in ihr Reglement aufgenommen, und wenige Wochen vor der WM 2019 schlossen die drei Organisationen eine Vereinbarung: Die UCI erkannte die Weltmeisterschaften an, und die Gewinner erhielten das Regenbogentrikot.
Vor Ort in Oberried fand am 18. Oktober noch eine letzte Qualifikationsrunde statt. An den Endläufen nahmen 39 Frauen und 31 Männer teil, deren Zahlen in mehreren Runden auf 16, 8, 4 und 2 reduziert wurden. Diese Runden fanden im Format „Open Session“ statt, bei dem die Teilnehmer innerhalb eines gewissen Zeitrahmens beliebig viele Versuche hatten, einzeln eine gute Zeit zu setzen; die Fahrer mit der besten Zeit kamen weiter. Im Finale der besten Zwei gab es nur einen Versuch.
In den Finals von Männern wie Frauen setzten sich jeweils US-amerikanische Repräsentanten gegen die der Schweiz durch. Drei der vier Finalisten und Finalistinnen waren 17 Jahre alt. Wenngleich die UCI die Disziplin dem Mountainbikesport zugeordnet hatte, waren neben Mountainbikes auch BMX-Räder zugelassen, und in der Tat kamen die meisten Finalteilnehmer aus dem BMX-Sport. Dem Weltmeister Tommy Zula gelang der Sieg jedoch mit einem Mountainbike.

## Ergebnisse

### Frauen
| Platz | Name                      |
| ----- | ------------------------- |
| 1     | Payton Ridenour           |
| 2     | Nadine Aeberhard          |
| 3     | Christa von Niederhäusern |
| 4     | Michaela Hájková          |
| 5     | Mathilde Bernard          |
| 6     | Kristína Madarásová       |
| 7     | Vineta Pētersone          |
| 8     | Charlotte Morot           |

### Männer
| Platz | Name             |
| ----- | ---------------- |
| 1     | Tommy Zula       |
| 2     | Tristan Borel    |
| 3     | Eddy Clerté      |
| 4     | Niels Bensink    |
| 5     | Matéo Colsenet   |
| 6     | Thibaud Chauvin  |
| 7     | Quentin Charavin |
| 8     | Arnaud Chauvin   |